# Мидланд (Вашингтон)
Мидланд (енгл. Midland) насељено је место без административног статуса у америчкој савезној држави Вашингтон.

## Демографија
По попису из 2010. године број становника је 8.962, што је 1.548 (20,9%) становника више него 2000. године.
| Група             | 2000.         | 2010.         |
| Белци             | 4.986 (67,3%) | 4.696 (52,4%) |
| Афроамериканци    | 626 (8,4%)    | 807 (9,0%)    |
| Азијати           | 426 (5,7%)    | 944 (10,5%)   |
| Хиспаноамериканци | 691 (9,3%)    | 1.577 (17,6%) |
| Укупно            | 7.414         | 8.962         |